# 王世敏 (文学)
王世敏（1940年—？），辽宁省人。中华人民共和国新闻编辑。

## 生平
1965年8月，毕业于辽宁大学中文系。1970年至1980年，在北京出版社文艺编辑室工作，先后任编辑、编辑组长、室主任，从事小说、诗歌、散文等编辑工作，1978年，创办《十月》杂志。1980年8月，调中国新闻社任编辑，记者、新闻部发稿助理，并先后任社长办公室主任、社长助理、总经理。后任政文部主任。